# Dominique Richardson
Dominique Richardson (* 18. Oktober 1992 in Fullerton, Kalifornien) ist eine US-amerikanische Fußballspielerin.

## Karriere
Während ihres Studiums an der University of Missouri lief Richardson von 2010 bis 2013 für die dortige Hochschulmannschaft der Missouri Tigers auf uns spielte parallel dazu im Jahr 2012 für die W-League-Franchise der Los Angeles Strikers. Kurz vor Saisonbeginn 2014 wurde sie von der NWSL-Franchise der Houston Dash unter Vertrag genommen und debütierte dort am 20. April gegen die Boston Breakers. Am 16. Mai wurde sie von ihrem Arbeitgeber freigestellt, saß jedoch im weiteren Saisonverlauf noch während zwei Partien als sogenannte Amateurspielerin auf der Ersatzbank der Dash, ohne zu weiteren Einsätzen zu kommen. Zur Saison 2015 wechselte Richardson zum amtierenden Meister FC Kansas City, für den sie aufgrund einer Oberschenkelverletzung jedoch nicht zum Einsatz kam.
Im Juli 2016 wurde sie als unbezahlte Amateurspielerin in den Kader des Sky Blue FC aufgenommen.